# Republic (Missouri)
Republic è un comune degli Stati Uniti d'America, situato nello Stato del Missouri, diviso tra la contea di Christian e la contea di Greene.